# Puerto mediterráneo (pintura)
Puerto Mediterráneo (1771) es una obra de arte realizada por el pintor francés Claude Joseph Vernet.

## Información sobre la obra
Es también conocida como La noche, un puerto marino al claro de la luna.  Actualmente podemos encontrar dos versiones: una la resguarda el Museo de Louvre y la otra el Museo Soumaya. Forma parte de una serie de quince cuadros en las que el pintor compila diversos puntos de escenas portuarias. Durante esta época Madame de Pompadour falleció. Madame du Barry tuvo la intención de ponerse a la altura de las actividades que la anterior amante del rey Luis XV había realizado en favor del arte. Vernet perteneció al grupo de artistas del que se rodeó Du Barry. Ésta le pidió Puerto Mediterráneo para adornar un pabellón del Castillo de Louveciennes. La pieza se distinguió en la fiesta inaugural por su particular resalte de la luz reflejada por la luna. Esta obra se asemeja a otra del mismo pintor: Noche: escena de la costa mediterránea con pescadores y barcas (1753).

## Características de la obra
En primer plano, un grupo reunido al calor del fuego y la comida. Podríamos afirmar que en tales circunstancias los presentes conversan sobre las actividades hechas y por hacer; las preocupaciones comunes a la época, tal vez rumores que durante el día escucharon. Alrededor los objetos reafirman el ambiente en el que se encuentran, paralelamente se puede visualizar diversas figuras pescando. En resumen el puerto es una compilación de costumbrismo. En este núcleo se congrega un tenue bullicio, el cual es contrapuesto por el espacio de mayor dimensión: el mar y los edificios aledaños. Los colores y las texturas reflejan un ambiente tranquilo; la calma que podríamos evocar al escuchar el agua golpeando contra la madera. De hecho, conforme nos adentramos al mar, no sólo el silencio aumenta: la obra parece un Crescendo de formas. De las pequeñas figuras humanas pasamos a las altas montañas. En este mismo fondo predomina la figura de la luna, prolongada gracias a la pálida luz que se refleja sobre las tenues ondas de la superficie líquida y entre las nubes. Nos damos cuenta entonces de que existe en el cuadro una contraposición de luces: el abrasante naranja a la derecha y la fría luz de la noche a la izquierda..

## Claude Vernet y el mar
La primera influencia relacionada con el paisaje marítimo procede de Jacques Viali. De aquí surge su gusto por el paisaje y las Marinas. Obtuvo una pensión (1734) por parte del Marqués de Caumont para poder estudiar en Roma. Durante el trayecto a la Península itálica vio el mar; esto parece haber causado un profundo revuelo en el progreso de su estilo pictórico: 

[...] acaso tuvo ese presentimiento de que sería un fiel acompañante [...]

Interesado por la obra de Salvator Rosa se fue a vivir a Nápoles; las localidades portuarias del lugar marcan su influencia a través de la obra creada en este periodo. Como se mencionó anteriormente, pintó una serie de cuadros que reflejan su constante interés por las escenas marítimas. Los puertos de Francia son una muestra de la habilidad que el pintor poseía: conjuga en cielo, mar y puerto su color, forma y luces; el contraste entre los imponentes barcos con las pequeñas figuras humanas parece convertirse en un Leitmotiv; en algunos casos nos muestra la rutina en los puertos. 
Es distintiva también la confluencia de lo fantástico y lo real: un casi misticismo del ambiente y la frágil presencia de lo humano. Por último, cabe mencionar que uno de los pintores del gusto de Vernet fue Claudio de Lorena. De este pintor podemos encontrar cuadros que rápidamente nos recuerdan la luz y el tono que posteriormente utilizaría aquel.